# Хацийованис, Анастасиос
Анастасиос (Тасос) Хадзиёванис (греч. Αναστάσιος "Τάσος" Χατζηγιοβάνης; род. 31 мая 1997, Митилини) — греческий футболист, вингер клуба «Анкарагюджю» и сборной Греции.

## Клубная карьера
Хацийованис — воспитанник клубов «Одиссеас Элитис» и «Панатинаикос». 22 января 2017 года в матче против «Керкиры» он дебютировал в греческой Суперлиге в составе последнего. 16 сентября 2018 года в поединке против «Лариссы» Анастасиос забил свой первый гол за «Панатинаикос». В 2022 году он помог команде завоевать Кубок Греции. 
Летом 2022 года Хацийованис перешёл в турецкий «Анкарагюджю». 8 августа в матче против «Коньяспора» он дебютировал в турецкой Суперлиге. 4 ноября в поединке против «Касымпаши» Анастасиос забил свой первый гол за «Анкарагюджю». 

## Международная карьера
11 ноября 2020 года в товарищеском матче против сборной Кипра Хацийованис дебютировал за сборную Греции. 

## Достижения
Клубные
 «Панатинаикос»
- Обладатель Кубка Греции — 2021/2022